# Arge pagana
Arge pagana är en stekelart som först beskrevs av Georg Wolfgang Franz Panzer 1797.  Arge pagana ingår i släktet Arge, och familjen borsthornsteklar. Enligt den finländska rödlistan är arten sårbar i Finland. Arten är reproducerande i Sverige. Artens livsmiljö är parker, gårdsplaner och trädgårdar.

## Bildgalleri

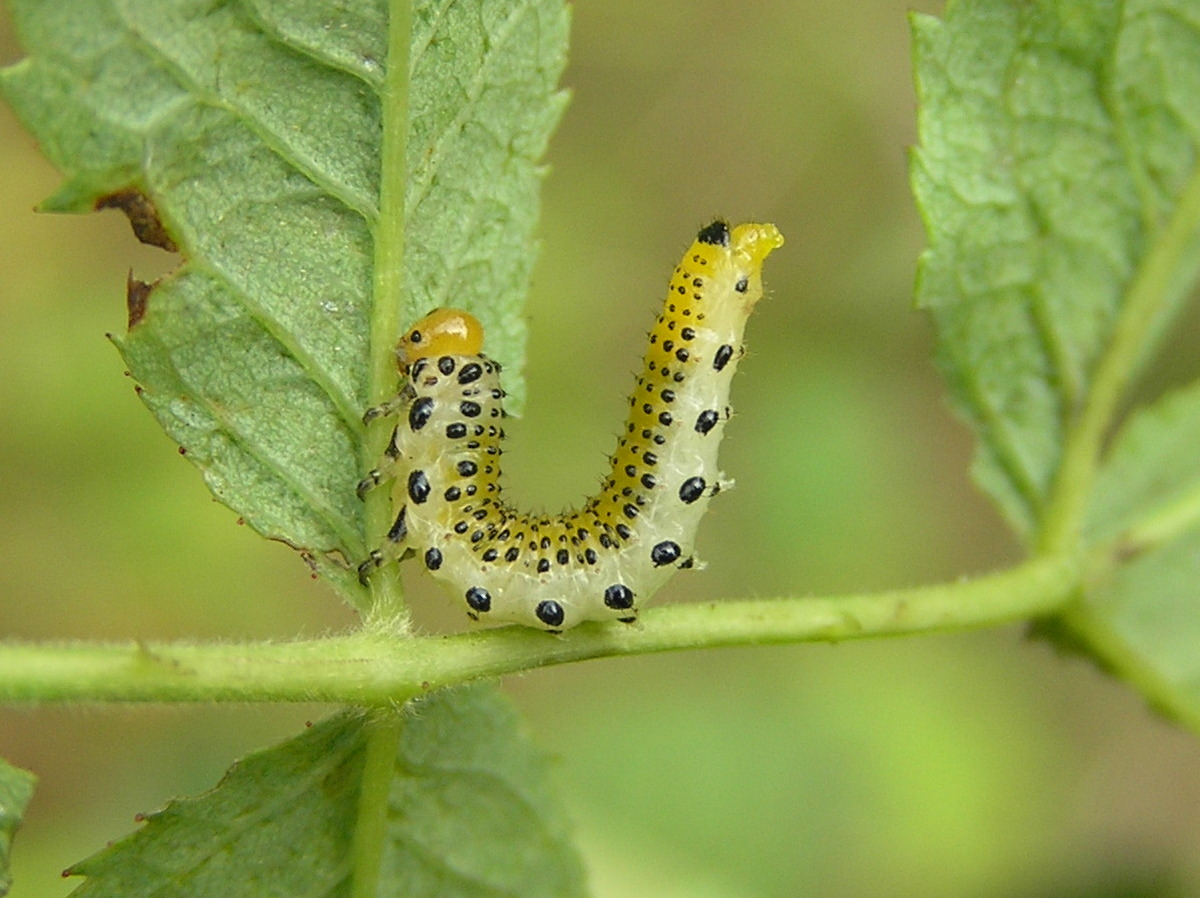
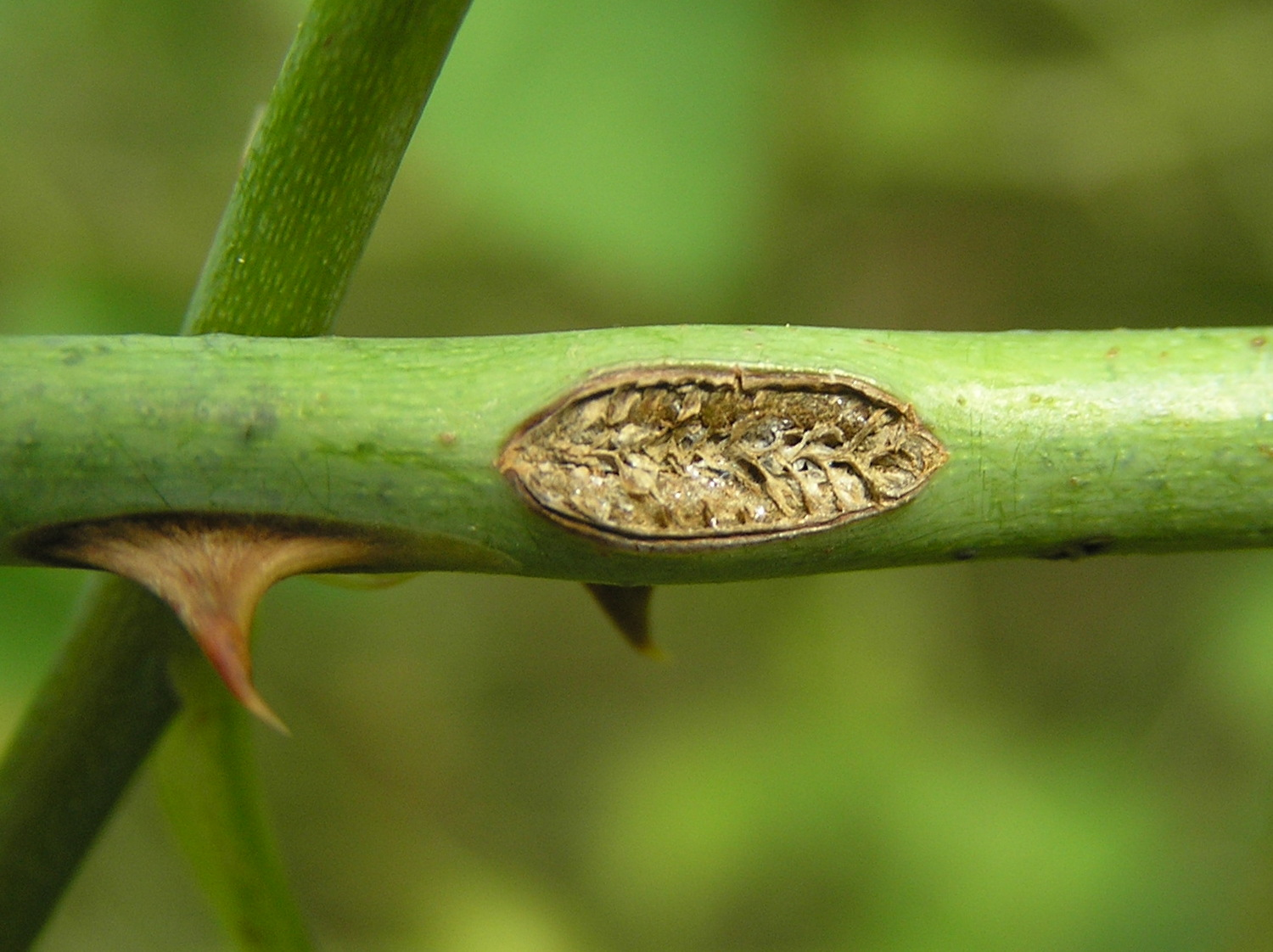